# 清水都貴
清水 都貴（しみず みやたか、1981年11月23日 - ）は、埼玉県出身の元自転車競技（ロードレース）選手。チームブリヂストン・アンカーに所属していた。

## 来歴
鳩山高校在学中に陸上競技から自転車競技に転向。
その後、鹿屋体育大学、チームブリヂストン・アンカー、チームバン・サイクリングを経て2007年よりエキップアサダに所属。ここ数年はヨーロッパのレースを転戦。数々の戦績を着実に残しつつある。2008年にはパリ〜コレーズで総合優勝し、日本人として初めてUCI1クラスのステージレースで総合優勝する快挙を成し遂げた。プロ入り当初はクライマーとして知られていたが、徐々にスプリントでも上位に入るようになり、オールラウンダーに近い性質の選手となった。
2010年はエキップアサダのチーム活動休止に伴い、再びチームブリヂストン・アンカーに移籍した。
2014年、現役からの引退を発表した。

## 主な実績
2005年
- ツール・ド・北海道個人総合3位

2007年
- ブエルタ・シクリスタ・ア・レオン総合優勝

2008年
- パリ〜コレーズ総合優勝
- ツール・ド・熊野総合優勝

2010年
- ツール・ド・マルティニック総合優勝
- ツール・ド・北海道個人総合優勝

2011年
- ツール・ド・タイ個人総合2位
- 全日本自転車競技選手権大会 ロード 3位

2012年
- 全日本自転車競技選手権大会 ロード 3位
- ジャパンカップサイクルロードレース 6位

2013年
- 全日本自転車競技選手権大会 ロード 2位
- ツール・アルザス（UCI2.2）山岳賞　総合13位